# Júlia Mesa

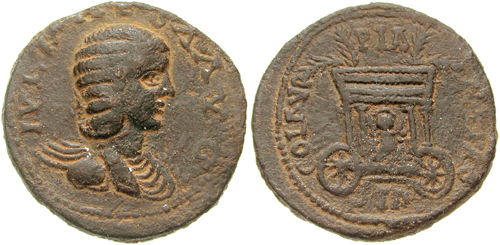
Júlia Mesa em uma moeda cunhada em Sídon. No verso, a deusa Astarte

Júlia Mesa (em latim: Iulia Maesa; ca. 7 de maio antes de 160 — c. 224) foi uma integrante da dinastia Severa, do Império Romano, que foi a maior potência por trás do trono nos reinados de seus netos, Heliogábalo e Alexandre Severo, como Augusta do Império de 218 até sua morte. Nascida em Emesa, Síria (atual Homs), em uma família árabe de sacerdotes da divindade Heliogábalo, era filha de Júlio Bassianus e irmã mais velha da imperatriz romana Júlia Domna.
Através do casamento da irmã, Maesa tornou-se cunhada de Septímio Severo e tia de Caracala e Geta, que se tornaram imperadores. Ela mesma se casou com o sírio Júlio Avito, que era de posição consular. Ela lhe deu duas filhas, Júlia Soémia e Júlia Mameia, que se tornaram mães de Heliogábalo e Severo Alexandre, respectivamente.
A dinastia severa foi dominada por mulheres poderosas, uma das quais era Maesa. Como sua irmã, ela também exerceu o maior poder político e exerceu o poder de comando em todo o Império Romano. Politicamente capaz e implacável, ela lutou pelo poder político após o suicídio de sua irmã. Ela é mais conhecida por suas tramas e intrigas que resultaram na restauração da dinastia Severa ao trono romano após o assassinato de Caracalla e a usurpação do trono por Macrino. Depois disso, ela manteve o poder até morrer em Roma. Mais tarde, ela foi deificada na Síria junto com sua irmã. A dinastia severana terminou em 235.

## Primeiros anos e casamento
Júlia Mesa nasceu em 7 de maio antes de 160, a filha mais velha do sacerdote Júlio Bassiano em Emesa, Síria, atualmente chamada de Homs, como parte da dinastia Emesana. Ela tinha uma irmã mais nova, Julia Domna, que mais tarde se tornaria imperatriz romana após seu casamento com Septímio Severo, que na época de seu casamento era senador.
Como Maesa era árabe, seu cognome, Maesa, é o nomen agentis feminino do verbo árabe "masa", que significa caminhar com um andar oscilante. Esse seria um nome feminino apropriado, pois o verbo do qual foi derivado foi usado por poetas árabes para descrever as figuras das mulheres sobre as quais eles escrevem. Embora nenhum relato escrito descrevendo sua aparência sobreviva, seus traços marcantes e formidáveis, que contradizem os delicados e sensíveis de sua irmã, estão bem expostos nas moedas cunhadas durante o reinado de seus netos.
Mesa, mais tarde, se casou com um companheiro sírio, Júlio Avito, um cônsul que também serviu como governador da província no império. Ela lhe deu duas filhas, sua filha mais velha, Júlia Soémia, nasceu por volta de 180 D.C. ou algum tempo antes, e foi seguida por outra filha, Júlia Mameia, pouco depois.